# Tibetia himalaica
Tibetia himalaica är en ärtväxtart som först beskrevs av John Gilbert Baker, och fick sitt nu gällande namn av Hung Pin Tsui. Tibetia himalaica ingår i släktet Tibetia och familjen ärtväxter. Inga underarter finns listade i Catalogue of Life.